# آلتایسکویه (شهرستان تابونسکی، سرزمین آلتای)
آلتایسکویه (به لاتین: Altayskoye) یک منطقهٔ مسکونی در روسیه است که در سرزمین آلتای واقع شده‌است.